# Liste der Monuments historiques in Varangéville
Die Liste der Monuments historiques in Varangéville führt die Monuments historiques in der französischen Gemeinde Varangéville auf.

## Liste der Immobilien
| Bezeichnung                       | Beschreibung                                                                                         | Standort                      | Kennzeichnung | Schutzstatus | Datum | Bild           |
| --------------------------------- | --- | ----------------------------- | ------------- | ------------ | ----- | -------------- |
| Ehemalige Prioratskirche          | aus dem 12. Jahrhundert                                                                              | Rue Jean Jaurès (Lage)        | PA00106427    | Classé       | 1987  | weitere Bilder |
| Solefördertürme im Tal der Roanne | fünf Gruppen von Fördertürmen, zwischen 1855 und 1967 genutzt; auch auf der Gemarkung von Lenoncourt | nordwestlich des Ortes (Lage) | PA00106428    | Inscrit      | 1986  |                |
| Kirche St-Gorgon                  | aus dem 15. und 16. Jahrhundert                                                                      | Rue Jean Jaurès (Lage)        | PA00106426    | Classé       | 1907  | weitere Bilder |

## Liste der Objekte
| Bezeichnung                              | Beschreibung | Standort                       | Kennzeichnung | Schutzstatus | Datum | Bild |
| ---------------------------------------- | --- | ------------------------------ | ------------- | ------------ | ----- | ---- |
| Gorgonius-Altar                          | Nischenretabel mit drei Skulpturen; Stein und Holz, farbig gefasst und vergoldet, 13. bis 16. Jahrhundert; eine Skulptur 1980 gestohlen | in der Kirche St-Gorgon (Lage) | PM54000945    | Classé       | 1905  |      |
| Skulptur Sitzende Madonna mit Kind       | Stein, 14. Jahrhundert | in der Kirche St-Gorgon (Lage) | PM54000946    | Classé       | 1905  |      |
| Pietà                                    | Holz, farbig gefasst, 16. Jahrhundert                                                                                                   | in der Kirche St-Gorgon (Lage) | PM54000948    | Classé       | 1908  |      |
| Kirchenfenster                           | linkes und zentrales Fenster im Chorraum, 1508 und 1513; im Ersten Weltkrieg zerstört                                                   | in der Kirche St-Gorgon (Lage) | PM54001170    | Classé       | 1905  |      |
| Grablegungsgruppe                        | Stein, 16. Jahrhundert | in der Kirche St-Gorgon (Lage) | PM54000947    | Classé       | 1905  |      |
| Skulptur Madonna einer Kreuzigungsgruppe | Holz, 16. Jahrhundert | in der Kirche St-Gorgon (Lage) | PM54000949    | Classé       | 1908  |      |